# Geschäftsrisiko
Das Geschäftsrisiko (englisch business risk) ist in der Betriebswirtschaftslehre die Gefahr, dass ein Unternehmen während des Geschäftsprozesses einen durch Unternehmensrisiken und/oder durch die Ertragslage verursachten Vermögensschaden erleidet und im Worst Case insolvent wird.

## Allgemeines
Weder in der betriebswirtschaftlichen Fachliteratur noch in der Praxis existiert bisher ein einheitliches Verständnis des Begriffs „Geschäftsrisiko“. Es beruht auf den Kundenbeziehungen, die ein Unternehmen unterhält. Mit der Definition, dass das Geschäftsrisiko ein unternehmerischer Verlust aufgrund der Unsicherheit volkswirtschaftlicher oder politischer Einflussfaktoren sei, wird zum Ausdruck gebracht, dass Geschäftsrisiken stets das Resultat externer Einflüsse sind. Allerdings rechnet die Fachliteratur der Wirtschaftsprüfung auch interne Risiken zum Geschäftsrisiko, die zum Scheitern der gewählten Unternehmensstrategie führen können.

## Weitere Definitionen
„Für ein Unternehmen besteht ein Geschäftsrisiko, wenn es ex ante unsicher ist, wie hoch der Gewinn aus der wirtschaftlichen Tätigkeit … sein wird oder ob gar ein Verlust erzielt wird“. Henner Schierenbeck definiert es als Gefahr einer negativen Abweichung des tatsächlichen erreichten Ergebniswertes vom erwarteten Ergebniswert. Das Geschäftsrisiko kann vor allem aus deutlich verschlechterten Marktbedingungen, Veränderungen der Wettbewerbsposition, dem technologischen Fortschritt oder des Kundenverhaltens, aber auch aus geänderten rechtlichen Rahmenbedingungen resultieren.
Einige Autoren wollen das Unternehmensrisiko einteilen in Geschäftsrisiko und Finanzierungsrisiko oder sehen in ihm die Unsicherheit der Renditen auf das gesamte eingesetzte Kapital. Zusammenfassend kann das Geschäftsrisiko als die Gefahr angesehen werden, dass die Unternehmensziele nicht erreicht werden.
In der Exportkreditversicherung durch Allianz Trade wird das Geschäftsrisiko des ausländischen Importeurs oder Exporteurs als „wirtschaftliches Risiko“, manchmal auch als „ökonomisches Risiko“ interpretiert, meistens synonym mit „Zahlungsunfähigkeit“ oder „Zahlungsunwilligkeit“.
Das Geschäftsrisiko wird bei der Risikoquantifizierung als nicht oder nur begrenzt messbar eingestuft.

## Ursachen für Geschäftsrisiken
Aus Befragungen der Allianz ergaben sich folgende, auch durch Mehrfachnennung aufgezählte Geschäftsrisiken: Betriebsunterbrechungen und Unterbrechungen der Lieferketten (46 %), Naturkatastrophen (30 %), Feuer/Explosion (27 %), Rechtsänderungen (18 %), Cyberkriminalität/IT-Ausfälle/Spionage/Datenmissbrauch (17 %), Reputationsrisiko (16 %), Stagnation oder Schrumpfmarkt (15 %) und erhöhter Konkurrenzdruck (13 %). Insbesondere bei witterungsabhängigen Unternehmen (Saisonbetriebe) und Saisonarbeit tritt das Wetterrisiko als weiteres Geschäftsrisiko hinzu.

## Arten
Geschäftsrisiken können sowohl aus dem Unternehmen selbst (endogene) als auch von außerhalb des Unternehmens stammenden Umweltzuständen resultieren (exogene Geschäftsrisiken):
- Endogene Geschäftsrisiken: insbesondere Finanzierungsrisiko, Geschäftsmodell, operationelles Risiko, verschlechternde Unternehmensdaten, Unternehmenskrise.
- Exogene Geschäftsrisiken: vor allem Contagion-Effekt von anderen Unternehmen, Fachkräftemangel, Gesetzesänderungen, Marktrisiko, Konjunkturrisiken, Ausfall von Lieferketten, Wetterrisiko.

Das exogene Geschäftsrisiko beinhaltet auch Steuerrisiken, die definiert sind als drohende Mehrbelastungen durch Unternehmensbesteuerung insbesondere aus zukünftigen Betriebsprüfungen durch die Finanzverwaltung. Während exogene Risiken nicht beeinflussbar sind und deshalb als Datenparameter gelten, können viele endogene Risiken durch Risikopolitik und Risikomanagement mehr oder weniger stark beeinflusst werden (Aktionsparameter bzw. Reaktionsparameter).
Bankwesen
Im Bankwesen wird das Geschäftsrisiko als wesentlich betrachtet. Für einige Finanzprodukte, Produktinnovationen und Finanzinnovationen wie etwa das Vermögensmanagement ist es das bedeutendste Risiko überhaupt. Das  Produktrisiko als Teil des Geschäftsrisikos besteht – nicht nur im Bankwesen – aus der Gefahr, dass neue Produkte oder Dienstleistungen entweder keinen Marktzutritt erhalten oder wegen Mängeln eine Produkthaftung oder Reputationsrisiken auslösen können. Im Bankwesen muss das Geschäftsrisiko von anderen, banktypischen Risiken unterschieden werden. Das Kreditrisiko beispielsweise ist kein Geschäftsrisiko, sondern die übergeordnete Risikopolitik von Kreditinstituten kann ein Geschäftsrisiko auslösen. Risiken, die durch andere Risikoarten verursacht werden, müssen von Geschäftsrisiken abgegrenzt werden.
Finanzierungsstrategie
Die Finanzierungsstrategie muss drei Risikoarten beachten:
- das Kapitalstrukturrisiko als Insolvenzrisiko, das entsteht, wenn ein Unternehmen im Planungszeitpunkt mit Fremdkapital ausgestattet ist oder weitere Fremdfinanzierungen aufnimmt;
- das Eigenfinanzierungsrisiko als Insolvenzrisiko, wenn das Eigenkapital seine Eigenschaft als Verlustpuffer einbüßt;
- das Geschäftsrisiko ist die Gefahr des Vermögensverlustes durch eintretende Liquiditätsrisiken bei gegebenem Kapitalstruktur- und Eigenfinanzierungsrisiken.

Das Geschäftsrisiko besteht unabhängig vom Kapitalstrukturrisiko.
Jahresabschlussprüfung
Eine Geschäftsprozessanalyse bei der Jahresabschlussprüfung ermöglicht dem Wirtschaftsprüfer, etwaige Auswirkungen der Geschäftsrisiken auf den Jahresabschluss zu identifizieren und im Lagebericht (Risikobericht) ausreichend zu dokumentieren. Die Bedeutung der Risikobeurteilung des Geschäftsrisikos ergibt sich aus der Prüfungspflicht des Lageberichts. Erleidet eine Wirtschaftsprüfungsgesellschaft in Ausführung ihrer Tätigkeit – des Sachziels – einen Verlust, so unterfällt dieser dem Geschäftsrisiko dieser Gesellschaft.
Rating
Das Geschäftsrisiko bildet zusammen mit dem Finanzrisiko das unternehmensspezifische Bonitätsrisiko, das beim Rating des Kredit- oder Emittentenrisikos zu berücksichtigen ist. Exogene Geschäftsrisiken betreffen den Faktor Ausland, wo für deutsche Unternehmen zahlreiche weitere Gefahren drohen (etwa Moratorium, Transferstopp, Verstaatlichung von Tochtergesellschaften). Diese werden durch das Länderrating berücksichtigt. Ratingagenturen untersuchen auch das Geschäftsmodell eines Unternehmens, weil aus diesem ein Geschäftsrisiko erwachsen kann.

## Wirtschaftliche Aspekte
Die Geschäftsrisiken werden ausschließlich durch das operative Geschäft bestimmt und umfassen somit lediglich Risiken, die sich bei einem vollständig eigenkapitalfinanzierten Unternehmen ergeben würden. Folgt man dieser zu engen Definition von Peter Seppelfricke, so würde bei zusätzlicher Fremdfinanzierung von den Eigenkapitalgebern neben dem operativen auch ein Risiko aus der Kapitalstruktur (englisch financial leverage risk) übernommen. Auch für Joachim Süchting ergibt sich ein Finanzrisiko (erst) aus der Leverage-Wirkung des Fremdkapitals. Da auch ein vollständig durch Eigenkapital finanziertes Unternehmen seine Ziele verfehlen kann, weist es ebenfalls Geschäftsrisiken auf. Diese können aus konstitutiven Fehlentscheidungen resultieren. In diesem Sinne argumentiert auch Wolfram Engels, der Geschäftsrisiken als die allgemeine Gefahr ansieht, „dass die tatsächlich realisierten Bruttogewinne (Gewinne vor Abzug der Fremdkapitalkosten und Steuern) gegenüber einem erwarteten Mittelwert abweichen können“.
Geschäftsrisiken können auch in leistungswirtschaftliche und marktbezogene unterteilt werden. Leistungswirtschaftliche ergeben sich aus dem Operating leverage, also der Reagibilität der Herstellungskosten auf sich verändernde Umsatzerlöse, weil eine zunehmende Bedeutung der Fixkosten dazu führt, dass sich die Beschäftigungsschwankungen über den Cashflow stärker auf die Kapitalrentabilität auswirken können. Das Marktrisiko wirkt sich unter anderem durch Nachfrageschwankungen, den Grad der Diversifikation oder die Wettbewerbsintensität auf das Geschäftsrisiko aus.

## International
International wird das Geschäftsrisiko definiert als ökonomisches Phänomen bei geschäftlichen Aktivitäten, das von Marktrisiken verursacht wird und für den Risikoträger Unsicherheiten und die Gefahr von Verlusten bedeutet. Das Geschäftsrisiko (englisch business risk) ist das Risiko, „dem sich ein Unternehmen auf allen Ebenen eines Geschäftsprozesses gegenübersieht, ohne Rücksicht auf Betriebsgröße, Unternehmensstruktur, Betriebszweck oder auf den Wirtschaftszweig“. In diesem Sinne kann auch höhere Gewalt als externer Einfluss zu einem Geschäftsrisiko beitragen.

## Abgrenzung
Das Geschäftsrisiko ist vom operationellen Risiko abzugrenzen. Letzteres kann zu einem Geschäftsrisiko beitragen und ist die Verlustgefahr, die durch die Unangemessenheit oder das Versagen von internen Verfahren, Personal, Systemen oder durch externe Ereignisse verursacht wird und Rechtsrisiken einschließt.